# Trio (banda)
Trio foi uma banda alemã formada na cidade de Großenkneten, Alemanha Ocidental, em 1979. Eles são mais conhecidos pela canção "Da Da Da", de 1982, que foi um hit single em seu país natal e em mais 30 países do mundo, vendendo mais de 13 milhões de cópias.

## Discografia

### Álbuns
| Ano                                                                                             | Título             | Detalhes | Melhor posição nas paradas musicais | Melhor posição nas paradas musicais | Melhor posição nas paradas musicais | Melhor posição nas paradas musicais |
| Ano                                                                                             | Título             | Detalhes | AUT                                 | ALE                                 | SUE                                 | SUÍ                                 |
| ----------------------------------------------------------------------------------------------- | ------------------ | --- | ----------------------------------- | ----------------------------------- | ----------------------------------- | ----------------------------------- |
| 1981                                                                                            | Trio               | - Lançamento: outubro de 1981 - Gravadora: Mercury | 16                                  | 3                                   | 40                                  | —                                   |
| 1983                                                                                            | Bye Bye            | - Lançamento: agosto de 1983 - Gravadora: Mercury - Lançado com uma diferente lista de faixas nos Estados Unidos e Canadá sob o título Trio and Error | 20                                  | 9                                   | —                                   | 15                                  |
| 1985                                                                                            | Whats the Password | - Lançamento: setembro de 1985 - Gravadora: Mercury                                                                                                   | —                                   | —                                   | —                                   | —                                   |
| "—" indica lançamentos que não chegaram às paradas musicais ou não foram lançados naquele país. |                    | |                                     |                                     |                                     |                                     |

### Singles
| Ano                                                                                             | Single | Melhor posição nas paradas musicais | Melhor posição nas paradas musicais | Melhor posição nas paradas musicais | Melhor posição nas paradas musicais | Melhor posição nas paradas musicais | Melhor posição nas paradas musicais | Melhor posição nas paradas musicais | Melhor posição nas paradas musicais | Melhor posição nas paradas musicais | Melhor posição nas paradas musicais |
| Ano                                                                                             | Single | AUS                                 | AUT                                 | BE                                  | FIN                                 | ALE                                 | HOL                                 | NZ                                  | SUÍ                                 | GBR                                 | EUA Dance                           |
| ----------------------------------------------------------------------------------------------- | --- | ----------------------------------- | ----------------------------------- | ----------------------------------- | ----------------------------------- | ----------------------------------- | ----------------------------------- | ----------------------------------- | ----------------------------------- | ----------------------------------- | ----------------------------------- |
| 1981                                                                                            | "Halt mich fest ich werd verrückt" (lançado apenas na Alemanha)                                                 | —                                   | —                                   | —                                   | —                                   | —                                   | —                                   | —                                   | —                                   | —                                   | —                                   |
| 1982                                                                                            | "Da Da Da ich lieb dich nicht du liebst mich nicht aha aha aha"                                                 | 4                                   | 1                                   | 4                                   | 2                                   | 2                                   | 11                                  | 1                                   | 1                                   | 2                                   | 33                                  |
| 1982                                                                                            | "Anna – Lassmichrein Lassmichraus"                                                                              | —                                   | 16                                  | —                                   | 7                                   | 3                                   | —                                   | —                                   | —                                   | —                                   | —                                   |
| 1983                                                                                            | "Bum Bum" | —                                   | 13                                  | —                                   | 22                                  | 7                                   | —                                   | —                                   | 9                                   | —                                   | —                                   |
| 1983                                                                                            | "Herz ist Trumpf"                                                                                               | —                                   | 3                                   | —                                   | —                                   | 12                                  | 36                                  | —                                   | 9                                   | —                                   | —                                   |
| 1983                                                                                            | "Turaluraluralu - Ich mach BuBu was machst du"                                                                  | —                                   | 8                                   | 31                                  | —                                   | 6                                   | 30                                  | —                                   | 4                                   | —                                   | —                                   |
| 1984                                                                                            | "Tutti Frutti"                                                                                                  | —                                   | —                                   | —                                   | —                                   | 75                                  | —                                   | 19                                  | —                                   | —                                   | —                                   |
| 1985                                                                                            | "Drei gegen drei"                                                                                               | —                                   | —                                   | —                                   | —                                   | —                                   | —                                   | —                                   | —                                   | —                                   | —                                   |
| 1985                                                                                            | "Ready for You"                                                                                                 | —                                   | —                                   | —                                   | —                                   | —                                   | —                                   | —                                   | —                                   | —                                   | —                                   |
| 1986                                                                                            | "My Sweet Angel"                                                                                                | —                                   | —                                   | —                                   | —                                   | —                                   | —                                   | —                                   | —                                   | —                                   | —                                   |
| 1997                                                                                            | "Da Da Da I Don't Love You You Don't Love Me Aha Aha Aha" (lançamento promocional exclusivo dos Estados Unidos) | —                                   | —                                   | —                                   | —                                   | —                                   | —                                   | —                                   | —                                   | —                                   | —                                   |
| "—" indica lançamentos que não chegaram às paradas musicais ou não foram lançados naquele país. | |                                     |                                     |                                     |                                     |                                     |                                     |                                     |                                     |                                     |                                     |

## Prêmios e indicações
| Ano  | Prêmio     | Categoria                   | Indicação  | Resultado | Ref.   |
| ---- | ---------- | --------------------------- | ---------- | --------- | ------ |
| 1983 | Juno Award | Single Internacional do Ano | "Da Da Da" | Indicado  | [ 17 ] |